# Robert Sepehr
Robert Sepehr (Los Angeles, 1975) é um escritor, produtor, antropólogo independente, youtuber e especialista em línguas, arqueologia e paleobiologia.

## Biografia
Robert Sepehr é autor, produtor, antropólogo independente, youtuber e especialista em línguas, arqueologia e paleobiologia. Ele escreveu seis livros - '1666 Redemption Through Sin: Global Conspiracy in History, Religion, Politics, and Finance', 'Occult Secrets of Vril, Species with Amnesia: Our Forgotten History', 'Spezies mit Amnesie: Unsere vergessene Geschichte,' 'Espécies com Amnésia: Nuestra Historia Olvidada' e 'Deuses com Amnésia: Mundos Subterrâneos da Terra Interior'.
O autor californiano também possui dois canais no YouTube: um canal auto-intitulado do YouTube e o Atlantean Gardens. Ele também tem um serviço Patreon Atlantean Gardens, onde discute seus tópicos favoritos em detalhes. Também é bastante reconhecido como produtor do curta-metragem The Desperate, lançado em 2010.
Em uma postagem no Instagram datada de 4 de setembro de 2021, Sepehr enviou uma foto sua com um diploma da Universidade do Estado da Califórnia, Northridge, com diploma de bacharel em artes. "A coisa mais importante que aprendemos na escola é o fato de que as coisas mais importantes não podem ser aprendidas na escola. Tenham todos um ótimo fim de semana", escreveu Sepehr na legenda do post. Ele enviou uma foto de perfil de si mesmo vestindo um vestido de graduação e chapéu em seu canal oficial do YouTube em fevereiro de 2022.

## Livros
Como autor, Sepehr escreveu seis livros. Seu primeiro livro, '1666 Redemption Through Sin: Global Conspiracy in History, Religion, Politics, and Finance', foi publicado em 16 de maio de 2015. O livro é sobre Sabbatai Zevi, que afirmou ser o Messias em 1666.
Em maio de 2015, ele lançou seu segundo livro intitulado 'Occult Secrets of Vril'. A Sociedade Vril empregou o emblema da suástica para conectar o ocultismo oriental e ocidental na Alemanha pré-Segunda Guerra Mundial. Eles propuseram uma utopia matriarcal subterrânea governada por pessoas arianas que dominaram uma estranha força conhecida como Vril. O livro contém 1112 páginas.
Em junho do mesmo ano, Sepehr publicou seu próximo livro intitulado "Espécies com Amnésia: Nossa História Esquecida". O antropólogo vê através do que a comunidade acadêmica tradicional tem ensinado às pessoas nos últimos 100 anos. O livro descreve os seres humanos como espécies despertas com amnésia em muitos aspectos, querendo recapturar nosso passado perdido.
Em janeiro de 2016, o autor lançou seu quarto livro (com 188 páginas) intitulado 'Spezies mit Amnesie: Unsere vergessene Geschichte'. No mês seguinte, ele veio com um livro menor intitulado 'Especies con Amnesia: Nuestra Historia Olvidada' com apenas 174 páginas.
Em março de 2016, ele lançou seu novo livro intitulado "Gods With Amnesia: Subterranean Worlds of Inner Earth". Neste livro, Sepehr tentou resolver os quebra-cabeças que escaparam do escrutínio acadêmico convencional, incluindo como a vida prospera no subsolo se as histórias são reais, como os organismos respiram quilômetros abaixo da superfície se não tiverem acesso ao oxigênio, como a fotossíntese ocorre quando é exigido pela vida vegetal que reside no mundo interior, e quais são as localizações das entradas da terra interior, e quais raças vivem lá.